# Squadra slovena di Fed Cup
La squadra slovena di Fed Cup rappresenta la Slovenia nella Fed Cup, ed è posta sotto l'egida della Associazione tennistica slovena.
La squadra partecipa alla competizione dal 1992, dopo che il paese ottenne l'indipendenza dalla Jugoslavia il 25 giugno 1991.
Nel 2010 le slovene hanno preso parte al Group I della zona Euro-Africana sconfiggendo due delle tre squadre incluse nel proprio girone (Israele e Paesi Bassi) e perdendo contro la Bulgaria, sconfitta però risultata ininfluente. La Slovenia infatti si qualificò allo spareggio per l'ammissione ai World Group II Play-offs, vinto con un secco 3-0 contro la Svizzera, per poi sconfiggere anche il Giappone nei World Group II Play-offs, conquistando quindi la promozione al World Group II nel 2011.
Nel 2011 la squadra ha mantenuto la categoria nel Gruppo Mondiale II riuscendo a sconfiggere il Canada nello spareggio finale, dopo aver perso il primo turno contro la Germania.
Nel 2012, la nazionale slovena perde per 5-0 il tie contro il Giappone; nello spareggio finale per rimanere nel Gruppo Mondiale II, viene battuta dalla squadra francese. Questa sconfitta causa la retrocessione della Slovenia nella Zona Euro-Africana, nel Gruppo I.
Nel 2014, le slovene vengono retrocesse al Gruppo II, dopo essere terminate ultime assieme al Lussemburgo nel Gruppo I.
Nel 2017, la squadra Slovena viene promossa nel Gruppo I della Zona assieme alla Svezia.
Nel 2022, la Slovenia viene promossa assieme ad altre 4 squadre, avendo la possibilità di disputare le qualificazioni per entrare nelle fasi finali del 2023. Nell'aprile 2023, l'apporto di Tamara Zidanšek e Kaja Juvan permette alle slovene di sconfiggere per 3-2 la Romania, consentendo alla nazionale di partecipare alla fase finale della Billie Jean King Cup per la prima volta dal 2004. In novembre, la Slovenia viene inserita nel gruppo B con Kazakhistan e Australia: la nazionale europea sconfigge a sorpresa l'Australia per 2-1. Nonostante la battuta d'arresto contro le kazake (1-2), le slovene passano il girone al primo posto grazie alla migliore differenza set vinti/persi. Per la Slovenia si tratta della prima qualificazione, da quando partecipa alla competizione (1992), in semifinale. Nella circostanza, Juvan e Zidanšek perdono i propri singolari contro le rappresentanti italiane Trevisan e Paolini, non riuscendo a centrare la finale dell'evento.

## Organico 2023
Aggiornato ai match disputati nel corso della fase finale della Billie Jean King Cup 2023 (7-12 novembre). Fra parentesi il ranking della giocatrice nel momento della disputa degli incontri.
- Tamara Zidanšek (WTA #100 - doppio #351)
- Kaja Juvan (WTA #104)
- Veronika Erjavec (WTA #183 - doppio #153)
- Nina Potočnik (WTA #543 - doppio #656)
- Ela Nala Milić (WTA #1024)

## Ranking ITF
- Il prossimo aggiornamento del ranking è previsto per il mese di aprile 2012.

| Slovenia nel Ranking ITF (aggiornata al 6 febbraio 2012) |               |         |                          |
| Pos                                                      | Squadra       | Punti   | Gruppo                   |
| 14                                                       | Svizzera      | 2680.00 | Gruppo Mondiale II       |
| 15                                                       | Svezia        | 2590.00 | Gruppo I - Europa/Africa |
| 16                                                       | Argentina     | 2542.50 | Gruppo I - Americhe      |
| 17                                                       | Slovenia      | 2515.00 | Gruppo Mondiale II       |
| 18                                                       | Bielorussia   | 2500.00 | Gruppo Mondiale II       |
| 19                                                       | Canada        | 2260.00 | Gruppo I - Americhe      |
| 20                                                       | Gran Bretagna | 2160.00 | Gruppo I - Europa/Africa |